# Knooppunt Heppignies
De verkeerswisselaar van Heppignies is een Belgisch knooppunt waar het oostelijk gedeelte van de R3 (ring rond Charleroi) aansluit op de A15/E42. Als 4de tak is er een op- en afrit naar het noorden.
| Aansluitende wegen                          | Aansluitende wegen    | Aansluitende wegen                                       | Aansluitende wegen | Aansluitende wegen |
| ------------------------------------------- | --------------------- | -------------------------------------------------------- | ------------------ | ------------------ |
|                                             |                       | richting Luchthaven Charleroi / Heppignies               |                    |                    |
|                                             |                       |                                                          |                    |                    |
| richting Bergen / Rijsel / Brussel / Parijs | richting Namen / Luik |                                                          |                    |                    |
|                                             |                       |                                                          |                    |                    |
|                                             |                       | richting Châtelet / Charleroi / Beaumont / Philippeville |                    |                    |

Aalbeke · Antwerpen-Centrum · Antwerpen-Haven · Antwerpen-Noord · Antwerpen-Oost · Antwerpen-West · Antwerpen-Zuid · Arquennes · Battice · Beaufays · Beveren · Bois-d'Haine · Brugge · Cerexhe · Charleroi-Nord · Charleroi-Sud · Cheratte · Daussoulx · Destelbergen · Doornik · Familleureux · Fexhe-Slins · Gent-Centrum · Gouy · Grâce-Hollogne · Groot-Bijgaarden · Hautrage · Hauts-Sarts · Heppignies · Heverlee · Hoog-Itter · Houdeng-Goegnies · Jabbeke · Jemappes · Kortrijk-West · Kortrijk-Zuid · Leonardkruispunt · Loncin · Lummen · Machelen · Marcinelle · Marquain · Merelbeke · Moorsele · Neufchâteau · Ranst · Sint-Stevens-Woluwe · Strombeek-Bever · Thiméon · Ville-sur-Haine · Vottem · Wilrijk-Valaar · Zaventem · Zwijnaarde